# 北士科案
2021年10月柯文哲市府任內，北投士林科技園區T17與T18基地的50年地上權標案由新光人壽得標。議員事後發現北市府在標案期間修改規定，於是質疑北市府為新光人壽量身定做標案規定。而新光人壽副總經理吳欣盈在柯文哲建立台灣民眾黨後參選民眾黨多項公職，也引發身份衝突的質疑。

## 事件經過
2024年4月3日，前台北市長郝龍斌在廣播專訪中，稱柯文哲在京華城案和北投士林科技園區T17、18案，有圖利財團之疑。
4月10日，台北市議員林延鳳在市議會質詢中質疑柯市府圖利新光人壽、與被列為台灣民眾黨不分區立委名單的吳欣盈有關。游淑慧也發現北市府的地上權規定在2021年間被修改，認為北士科的基地得標有問題。台北市長蔣萬安表示將重新檢視該標案。
蔣萬安後來表示，北市府發現會議紀錄造假，決定移送政風處調查。5月1日，台北市議會成立北士科案專案小組。隔日，台北地檢署檢察官已分他字案偵辦北士科案，柯文哲列被告。
在調查啟動後，專案小組與外界對案件提起多項質疑。專案小組成員林杏兒首先指出，當時市府在過程中應新光人壽提議，撤銷原定標案的產業限制、時任市長柯文哲又批示免除提交投資計劃書、事後備忘錄內容還是新光提出的條件，質疑柯市府為新光人壽量身定做該標案。專案小組成員詹為元之後發現市府兩次與有意競標的18個業者商談時，只有新光人壽與新光醫院多次要求取消產業限制；而柯文哲在2021年2月初訪談的3月3日，親自裁示把開發地一拆為三、移除智慧健康產業比例、還取消生技醫療產業投標限制、最後在4月19日批示撤銷提交投資計畫書的要求。詹為元接著質疑柯在替新光集團量身訂做。專案小組成員簡舒培批評柯文哲只聽到新光人壽要求就取消的作法外，還說新光人壽副總經理吳欣盈在柯文哲建立台灣民眾黨後，於2022年11月獲民眾黨舉薦遞補全國不分區立法委員、在2023年11月還獲民眾黨提名為中華民國副總統候選人。簡舒培質疑兩人關係密切與放寬投標條件及最終標給新光人壽的關聯，質疑柯有身份衝突。
9月24日，鏡週刊報導北士科的T16、T17、T18基地標案原本是列明使用權的條件，得標的業者只可把土地用於發展生技醫療產業，沒有相關背景的新光人壽，不符合原標案的資格。
柯文哲在爭議爆發後，親自說明T17與T18基地的地上權設定為價高者得標、不需要寫投資計畫書。認為市府與議員搞不清楚狀況。
9月20日，臺灣臺北地方檢察署約談多名北市府公務員，釐清北士科案案情。

### 註腳
1. ↑  . 中央通訊社. 2024-09-20  [2024-10-06]. （原始内容存档于2024-11-13）.
2. ↑  . 民視新聞網. 2024-09-25  [2024-10-14]. （原始内容存档于2024-09-25）.
3. ↑  . 自由時報. 2024-04-04  [2024-10-06]. （原始内容存档于2025-01-25）.
4. ↑  . 中時新聞網. 2024-04-18  [2024-10-06]. （原始内容存档于2024-10-07）.
5. ↑  劉建邦. . 中央社. 2024-04-10  [2024-09-02]. （原始内容存档于2024-10-08）.
6. ↑  . 中央社. 2024-04-29  [2024-09-02]. （原始内容存档于2024-10-12）.
7. ↑  . 中央社. 2024-05-01  [2024-09-02]. （原始内容存档于2024-10-07）.
8. ↑  . 中央社. 2024-05-02  [2024-09-02]. （原始内容存档于2024-05-06）.
9. ↑  . 聯合報. 2024-05-05  [2024-10-06]. （原始内容存档于2024-10-08）.
10. ↑  . 中央社. 2024-05-16  [2024-10-14]. （原始内容存档于2024-09-07）.
11. ↑  . 自由時報. 2024-05-15  [2024-09-27]. （原始内容存档于2025-01-14）.
12. 1 2  . 中央通訊社. 2024-09-24  [2024-09-27]. （原始内容存档于2024-12-14）.
13. ↑  . 中央通訊社. 2024-08-22  [2024-10-14]. （原始内容存档于2024-09-24）.
14. ↑  . 中央社. 2024-04-27  [2024-09-02]. （原始内容存档于2024-10-07）.
15. ↑  . 聯合報. 2024-09-20  [2024-10-06]. （原始内容存档于2024-10-09）.

### 文獻
- . 臺北市議會. 2024-09-20. （原始内容存档于2024-12-28）.